# (635) Вундция
(635) Вундция (нем. Vundtia) — астероид главного пояса, который относится к спектральному классу C. Он был открыт 9 июня 1907 года немецким астрономом Карлом Лонертом в Гейдельбергской обсерватории и назван в честь немецкого психолога Вильгельма Вундта, у которого учился Лонерт. Именно Вундт предложил отменить правило, которое разрешало называть астероиды только женскими именами.